# とびだせ!白銀
『とびだせ！白銀』（とびだせはくぎん）は、MBSラジオで放送されていたスキーの情報番組である。
1973年1月6日放送開始。
年度下半期のみに放送されていた1時間番組で、シーズン中には週に1回のペースで放送。番組は、主に近畿地方にあるスキー場の最新情報や、スキーに関する技術、話題などを取り上げていた。

## 出演者

### メインパーソナリティ
- 松井昭憲
- 青木和雄
- 三澤肇
- 永井康之

### アシスタント
- 阿部宏美
- 吉岡美佳子
- 河上ひろみ

### ご意見番・解説
- 天野誠一（元全日本スキー連盟常務理事）

### その他の出演者
- 赤滝圭一郎
- 魚瀬信代（現[いつ?]、魚瀬千聖）
- 松田青華

## オープニング・エンディングテーマ
- Rhapsody In White（ラプソディ・イン・ホワイト）（バリー・ホワイト（The Love Unlimited Orchestra））

初代オープニング＆エンディング曲で、かなりの長期間使用された。番組の冒頭で、メインパーソナリティが「とびだせ!白銀」と叫んでから、この曲が流れる構成となっていた。またエンディングでは、曲の途中から流れていた。番組の最後のしめくくりは、出演者全員で「Schi Heil！（シーハイル！）」と叫ぶ形で、これは最後まで変わらなかった。
- サーフ天国、スキー天国（松任谷由実）

2代目オープニング＆エンディング曲。番組で流れる歌詞は、当然ながらスキーに関する部分のみだった。そのほかの構成は初代と同じである。
- Please Please Me（ビートルズ）

女性の声で「Come on! Ski」、その後にメインパーソナリティが「とびだせ!白銀」と言い、その後にこの曲が流れていた。
- Lonely Snow Bird（スターダストレビュー）

エンディング曲。
- Feel So Good / Chuck Mangione(1983年頃(要確認))